# Hans Krüger (oficer Gestapo)
Hans Krüger (ur. 1 lipca 1909 w Poznaniu, zm. 8 lutego 1988 w Wartenberg) – niemiecki zbrodniarz wojenny, SS-Hauptsturmführer, jeden ze sprawców zbrodni mordu profesorów lwowskich i mordu w Stanisławowie na inteligencji polskiej.

## Życiorys
Jako 16-latek, w 1925 wstąpił do Stahlhelmu, a w 1929 do SA, gdzie został mianowany Sturmführerem. Rok później został członkiem NSDAP. Jako zawodowy SA-Führer brał udział w aresztowaniu i osadzaniu działaczy SPD i KPD w obozie koncentracyjnym w Oranienburgu. Wkrótce na własne życzenie przeszedł do Gestapo – tajnej policji państwowej III Rzeszy.

## II wojna światowa
Po kampanii wrześniowej został organizatorem i pierwszym komendantem niemieckiej szkoły policyjnej w Rabce. W 1940 został oddelegowany do berlińskiej szkoły Sicherheitspolizei, a w 1941 Reinhard Heydrich odkomenderował go do okupowanej Polski. Przebywał krótko w Krakowie, po ataku Niemiec na ZSRR we Lwowie a na początku sierpnia 1941 został skierowany do Stanisławowa, gdzie był szefem Sicherheitspolizei i SD.
Przydzielony do grupy operacyjnej Geheime Feldpolizei w składzie Einsatzkommando zur besonderen Verwendung pod komendą SS-Brigadeführera Eberharda Schöngartha uczestniczył w  aresztowaniach i egzekucji profesorów lwowskich wyższych uczelni. Następnie został szefem Gestapo w Stanisławowie, tam przeprowadził aresztowanie, a następnie wymordowanie około 250 Polaków, reprezentujących prawie wszystkich znajdujących się wówczas w mieście inteligentów polskich. Oprócz tej jednorazowej akcji prowadził też liczne egzekucje w późniejszym czasie. Znany był też z rabowania rzeczy aresztowanych. Kierował akcją wymordowania Żydów stanisławowskich. Odwołany karnie i zdegradowany, gdy do Berlina doszedł raport Waltera Kutschmanna, że ujawnił aresztowanej Karolinie Lanckorońskiej informację o mordzie na profesorach lwowskich i swój w nim udział.

## Okres powojenny
W 1945 został ujęty przez Holendrów, nierozpoznany jednak wyszedł na wolność. Udało się go złapać dopiero w 1962. Do tego czasu był zamożnym kupcem w Lüdinghausen i kandydował do parlamentu w  Nadrenii Północnej-Westfalii.
W 1967 odbył się proces Krügera, oskarżonego o ludobójstwo wobec Żydów stanisławowskich. Pomimo podważania przez prokuratora niemieckiego wiarygodności świadków oskarżających Krügera został on skazany na dożywocie, jednak tylko za mordy na Żydach, gdyż niemiecki sąd nie zgodził się rozpatrywać mordów na Polakach. Niemieckie władze odmówiły też żądaniom strony polskiej, by przekazać Krügera na proces do Polski lub przeprowadzić proces w Niemczech.
W 1986 został zwolniony z więzienia.